# Artega

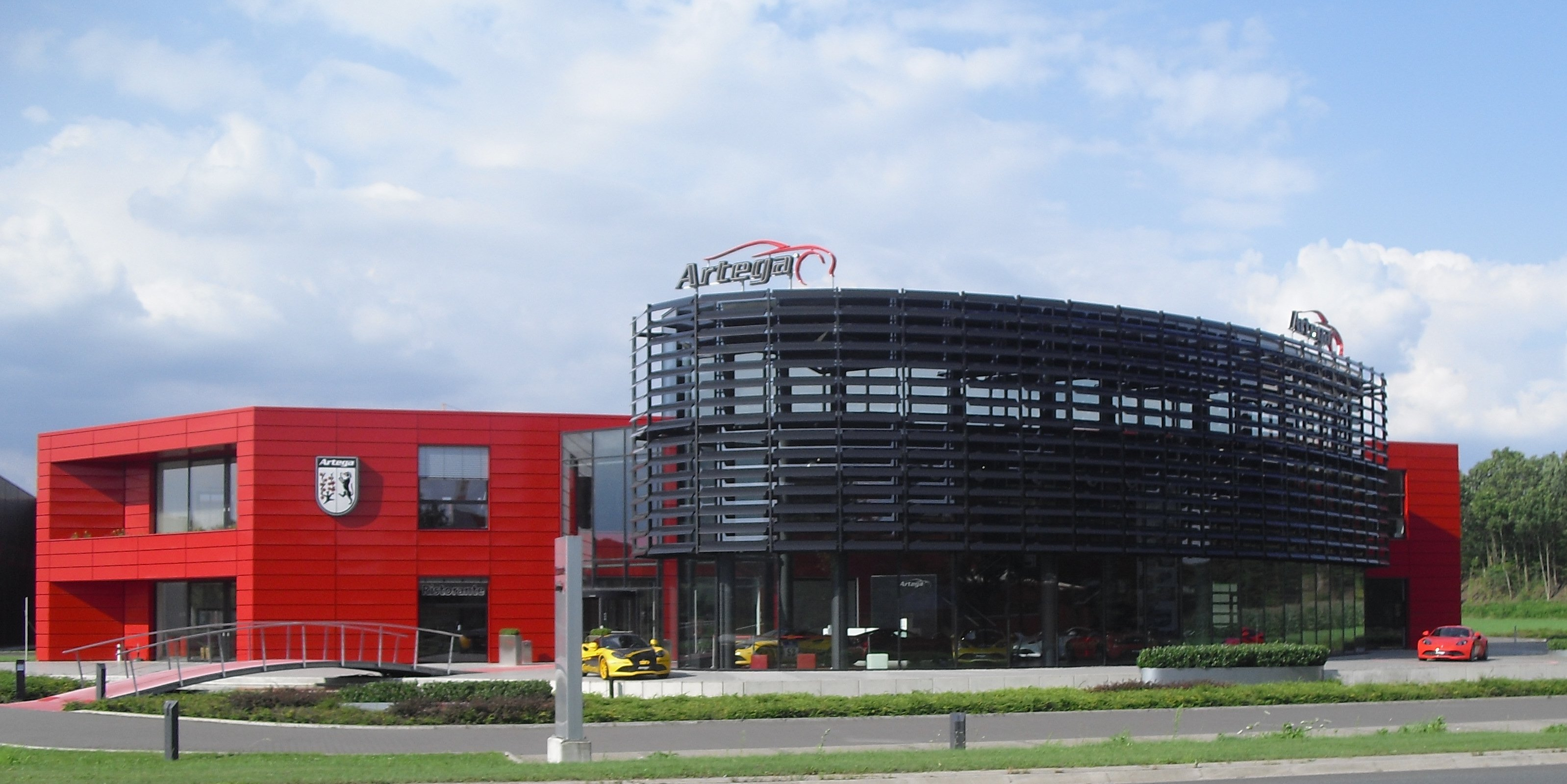
Artega in Delbrück

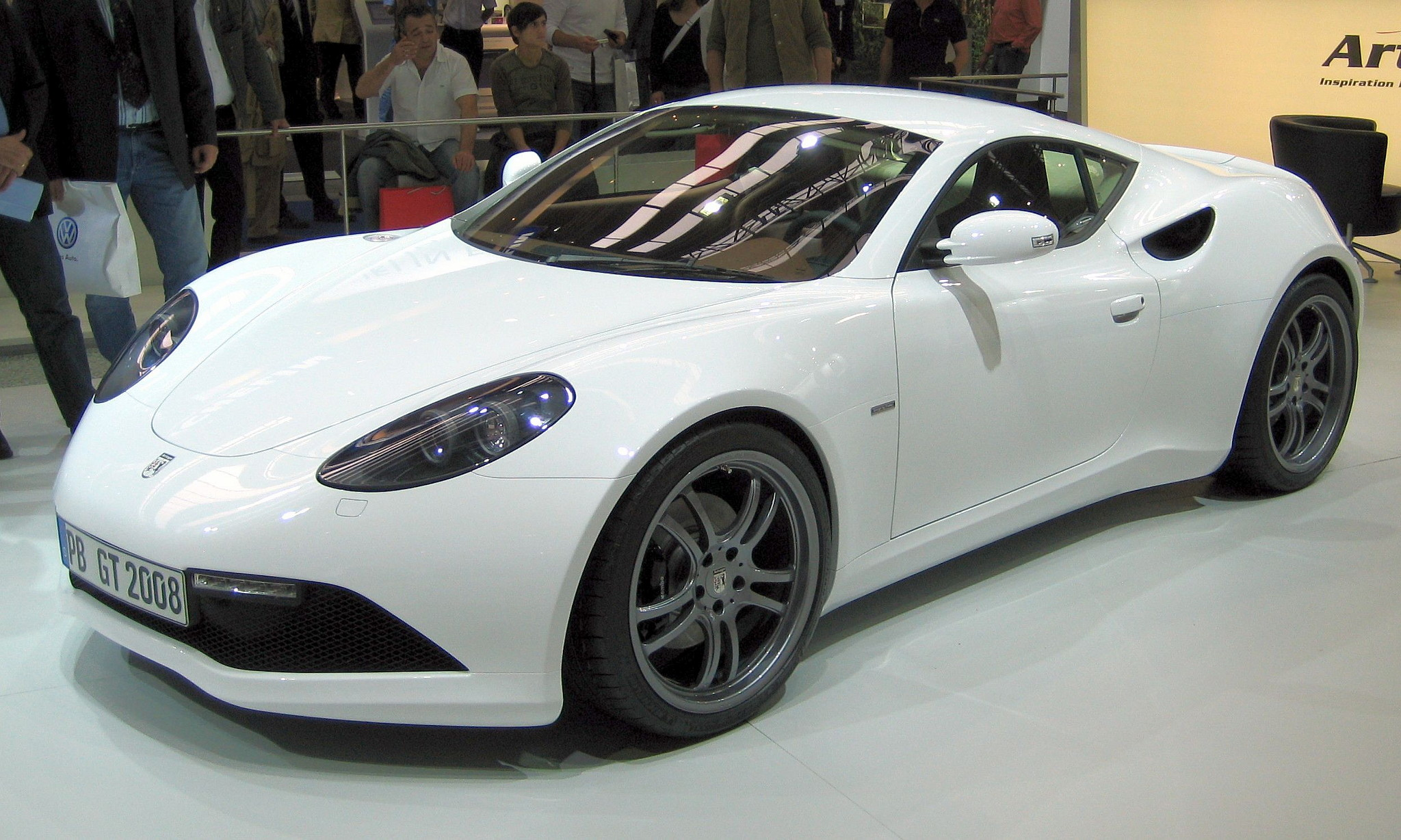
„Artega GT“

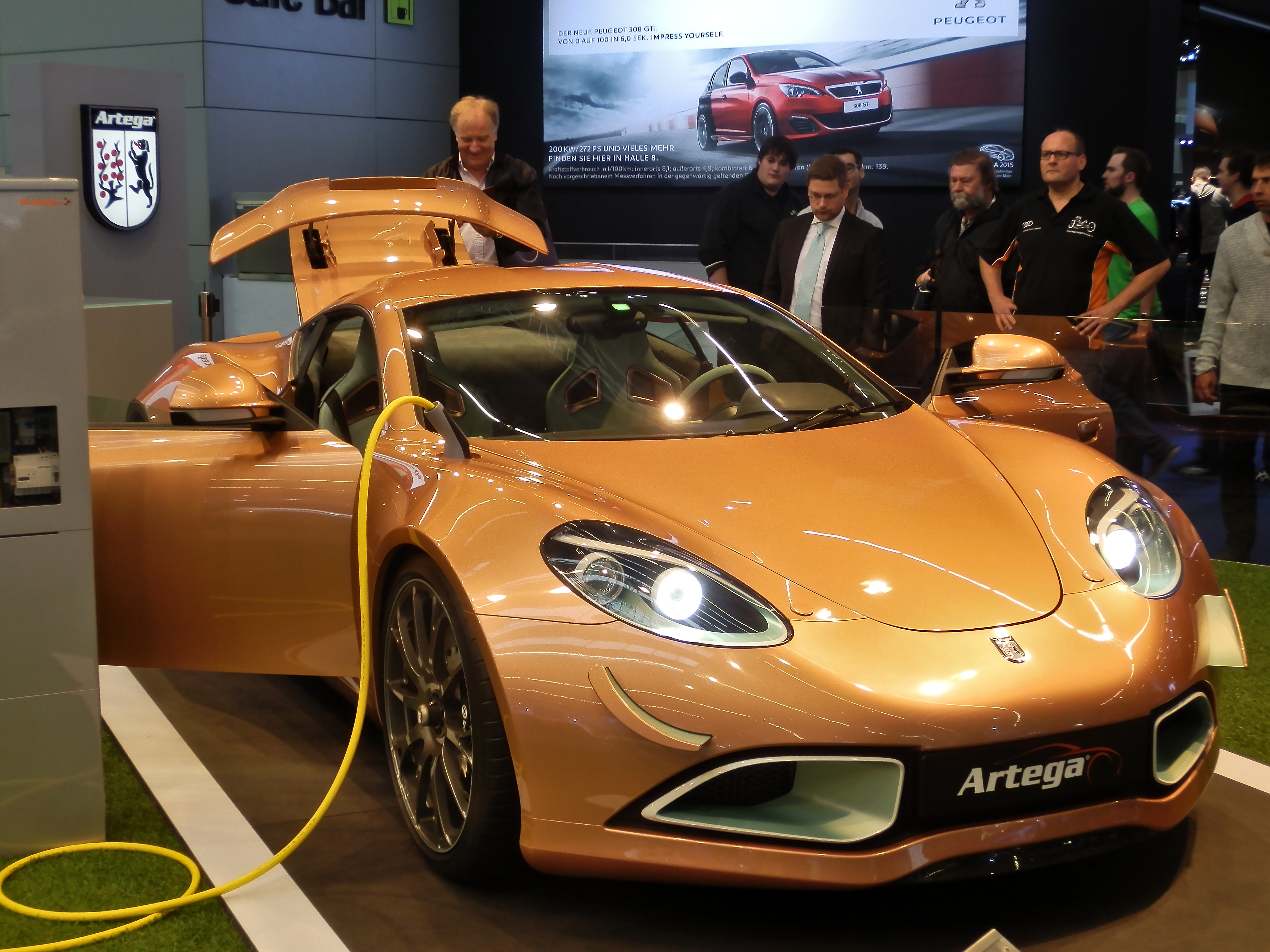
„Artega Scalo“

Die deutsche Artega GmbH ist ein ursprünglich 2006 gegründeter Autohersteller aus dem nordrhein-westfälischen Delbrück. 2012 musste das Unternehmen Insolvenz anmelden. 2015 erfolgte die Wiederaufnahme der Fahrzeugproduktion. Die Firma befindet sich aktuell laut eigener Aussage in einem „wirtschaftlichen Restrukturierungsprozess und wird unter neuer Führung zukünftig strategisch neu positioniert“.

## Unternehmensgeschichte
Das Unternehmen wurde Ende 2006 als Ableger der ebenfalls aus Delbrück stammenden paragon AG gegründet. Beratende Unterstützung erhielt Gründer Klaus Dieter Frers durch Karl-Heinz Kalbfell. Von September 2008 an war Frers auch Geschäftsführer von Artega, bevor er Ende 2009 seinen 52%igen Unternehmensanteil an die deutsche Tochter des mexikanischen Privatinvestors Tresalia Capital, einem der Aktionäre der Brauerei Grupo Modelo, abgab. Mit der Übernahme durch Tresalia wechselte die Geschäftsführung zu Wolfgang Ziebart.
Im März 2007 fand die Grundsteinlegung für die Fertigungsanlage mit integriertem Vertriebszentrum statt, die feierliche Eröffnung folgte Ende November 2008. Erste Kundenfahrzeuge wurden seit 2009 ausgeliefert.
Im Oktober 2010 wechselte Wolfgang Ziebart in den Unternehmensbeirat der Artega Automobil GmbH & Co. KG. Den Posten als neuer Geschäftsführer übernahm Peter Müller, der zuvor das operative Geschäft geleitet hatte.
Das Logo von Artega mit einem zehn Früchte tragenden Dornenstrauch und einem steigenden Bracken nimmt Bezug auf das Wappen des Unternehmensstandorts Delbrück.
Artega hat am Freitag, den 29. Juni 2012, beim Amtsgericht Paderborn einen Insolvenzantrag gestellt. Der Verkauf an einen asiatischen Investor gelang nicht. Das Unternehmen beschäftigte 34 Mitarbeiter.
Im Oktober 2012 übernahm die neu gegründete Artega GmbH die Vermögensgegenstände der insolventen Artega und damit auch die weiteren Servicearbeiten an den Fahrzeugen.
Artega war auf der IAA 2015 mit einem eigenen Stand vertreten. Auf dem Genfer Automobilsalon 2017 stellte man gemeinsam mit Touring Superleggera, Mailand, den Elektro-Supersportwagen Artega Scalo Superelletra vor.
Die Marke Artega ist wieder eigenständig unter der Geschäftsführung von Klaus Dieter Frers. Er verfolgt derzeit die Weiterentwicklung des Artega Scalo Superelletra. Zusätzlich werden Engineering-Leistungen angeboten.
Im Herbst 2018 wurde der italienische Elektroautomobilhersteller Tazzari übernommen.
Im April 2022 wurde Artega von Electric Brands aus Itzehoe, dem Hersteller des Pick-ups XBUS, übernommen. Das Modell Karo soll ab 2023 unter neuen Namen angeboten werden.

## Modelle
Artegas erstes eigenständig entwickeltes Fahrzeug war der Sportwagen Artega GT. Nach Fertigstellung der ersten fahrfertigen Testfahrzeuge Mitte 2008 erfolgte der offizielle Serienstart im Mai 2009, als die ersten Exemplare unter der Regie der seit Dezember 2008 amtierenden Geschäftsführung ausgeliefert wurden. Insgesamt wurden 153 Fahrzeuge gefertigt.
Auf Basis des Artega GT entwickelt die Fraunhofer-Gesellschaft unter Projektleitung des Fraunhofer IFAM Bremen einen Elektrofahrzeug-Prototyp (genannt „Frecc0“). Auf der Internationalen  Automobil-Ausstellung (IAA) 2011 konnten die ersten elektroangetriebenen Sportwagen unter dem Modellnamen Artega SE gezeigt und erprobt werden.
Auf der IAA 2015 stellte Artega eine Weiterentwicklung des GT unter der Bezeichnung Scalo vor. Im Gegensatz zum ursprünglichen GT ist dieser elektrisch angetrieben. Außerdem wurde das ebenfalls elektrisch angetriebene Zweisitzer-Quad Karo präsentiert.
Ab 2019 plante Artega den elektrogetriebenen Kleinstwagen Microlino ähnlich der BMW Isetta im Auftrag der Micro Mobility Systems AG zu produzieren. Inzwischen plant sie ab 2020 die Fertigung eines abgewandelten Modells („Karo“) in Eigenregie. In der Sache sind zwei einstweilige Verfügungen gegen Artega ergangen.